# Terumot
Terumot (en hebreu: תרומות) (en català: "donacions") és el sisè tractat del seder Zeraïm ("Llavors") de la Mixnà i del Talmud. El tractat analitza dos tipus de donacions: una de les terumà (singular de terumot), generalment un 2 % de la collita, és lliurada al sacerdot Cohen, i un delme del 10 % és lliurat al levita, aquest donatiu es diu terumat hamaaser.
Aquestes lleis ja no s'apliquen en l'època actual, ja que encara no ha estat reconstruït el Temple de Jerusalem. Malgrat això, els delmes són separats de la producció agrícola a Israel, i s'han mantingut només per recordar el delme que es realitzava en el passat, sense haver de ser lliurats a un sacerdot Cohen. Aquestes lleis són també esmentades detalladament, en els tractats del Talmud babilònic: Demai i Maserot.